# Vihovuonne kanal
Vihovuonne kanal (fi. Vihovuonteen kanava) är en kanal på Heinävesistråten i Heinävesi kommun i Södra Savolax. Kanalen är 250 meter lång, har en sluss och en höjdskillnad på 0,80–1,00 meter. Tillsammans med Kerma och Pilppa kanaler förbinder Vihovuonne kanal sjön Kermajärvi med fjärden Haukivesi i sjön Saimen. Kanalen byggdes 1903–1905.
Cirka 1,5 kilometer nedströms ligger den slusslösa Vääräkoski kanal som byggdes i samband med Vihovuonne, Kerma och Pilppa kanaler  1903–1905.